# Posadas (Misiones)

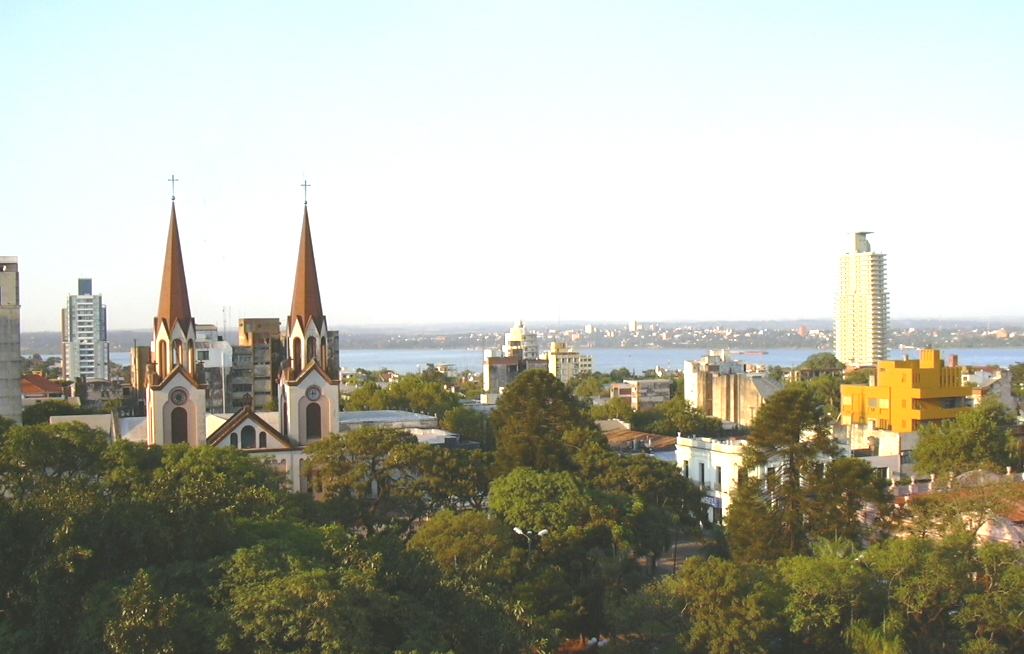
Vista de Posadas. À esquerda, sua catedral e, ao fundo, o Rio Paraná.

Posadas é uma cidade da Argentina, capital da província de Misiones e do Departamento da Capital.
Sua localização geográfica e a história da província transformaram Posadas no centro administrativo, comercial e cultural da região. 
Conta com 308 km² de superfície e uma população em 2010 de 324 456 habitantes, gerando uma densidade de 1 035 habitantes por km². Conjuntamente com a cidade de Garupá forma o conglomerado urbano conhecido como Grande Posadas, cuja população alcança 360 000 habitantes, segundo estimações de 2019.
Localizada às margens do Rio Paraná, no sudoeste da província, a cidade se constitui em um importante nó central e estratégico de Misiones, bem como em relação à cidade de Encarnación, no vizinho Paraguai, na outra margem do rio, a qual se liga através da Ponte Internacional San Roque González de Santa Cruz, o que lhe proporciona uma elevada dinâmica comercial e turística.
Assim, a cidade tem se convertido na porta de entrada e saída para as comunicações, especialmente para os habitantes de toda a região que inclui não só a Argentina, mas também o sul do Brasil e do Paraguai.
Os principais motores da economia posadenha são o comércio local e internacional e a administração pública. Outras atividades, como a indústria e o turismo, também têm uma ativa participação. 	
É sede e assento das instituições e autoridades provinciais e municipais, o que proporciona, à cidade, um forte perfil administrativo.

## Turismo em Posadas
O que fazer na cidade de Posadas? Como aproveitar os dias de descanso, sem perder nenhuma atração que a cidade proporciona?
A cidade de Posadas, dispõem de várias atrações para todos os gostos e idades. Para aqueles que gostam de compras, a cidade de Posadas faz fronteira com Encarnacion (Paraguay), a cidade também dispõe do centro da cidade, onde você encontras inúmeras lojas e boutiques famosas.
Não podemos deixar de citar também, as atrações para as crianças, como cinemas, bibliotecas, a famosa COSTANERA, onde encontramos muitos parques, áreas verdes, play grounds, e também lindíssimos museus.
A cidade também dispõe de muitos clubes com piscinas, campos de futebol, e uma infraestrutura montada para que as famílias argentinas e turistas de todas os cantos do mundo, possam aproveitar um bom dia de sol.
Posadas está localizada a 300 km das cataratas do Iguazú e a 1100 km da capital Buenos Aires. A cidade dispõe de 1 aeroporto internacional, onde realiza voos diários.

## História de Posadas
Faz mais de 10 mil anos, o território "MISIONERO" encontrava-se ocupado por povos indígenas de características diversas, entre os que eram de destaque TOBAS,MATACOS,PILAGÁS,CHULUPÍES e GUARANÍES.
Em 1550, a companhia de Jesus havia se instalado na zona para iniciar as tarefas de evangelização dos povos nativos que lá habitavam, sendo o padre Manuel de Lobrega o encarregado de dar aquele primeiro passo importante, mas também devastador, no processo histórico e cultural do Brasil.
A história da cidade de POSADAS, ela se dá em março de 1615, quando um jesuita resolve colocar em pratica o plano chamado de "Nossa senhora da anunciação de Itapúa"  “Nuestra Señora de la Anunciación de Itapúa”, esse então seria o nome da cidade, mas não muito conformados, depois de alguns séculos cidade então passou a se chamar "Trincheira de São José".
Então, depois de alguns séculos a cidade passou a se chamar Posadas, em homenagem ao  Gervasio Antonio de Posadas, na época, diretor de províncias unidos.
No ano de 1884, Posadas foi designada como cidade importante de Misiones devido a sua situação estratégica que facilitou as comunicações com o resto do país.
Em 1953, Posadas passa a ser  o assento de governo provinciano e das autoridades delegadas do poder da República Federal.

## Origem da população
A população posadenha possui principalmente ascendência espanhola e indígena (especialmente do grupo étnico Avá), geralmente resultante da mistura de ambas as partes, sendo esta a origem étnica dos colonos que inicialmente constituíam a cidade e também da maioria dos que chegavam a partir do século XX do resto da província e do Paraguai (sendo os paraguaios o maior grupo estrangeiro). Entre os que chegaram do resto de Misiones, há também descendentes de alemães (outras pessoas dessa origem imigraram do sul do Brasil na primeira metade do século XX), poloneses e ucranianos, além de um pequeno grupo de indígenas mbyá. Outras pequenas minorias são ciganos, asquenazes e descendentes de italianos e franceses, além de imigrantes colombianos (chegando desde o final dos anos 2000) e asiáticos (principalmente lamianos da etnia hmong -que chegaram no final dos anos 1970 como refugiados da Guerra Civil do Laos-, japoneses -que chegaram em meados do século XX- e os chineses -que chegaram nos anos 2000-). Outros imigrantes que compõem um número muito pequeno e que geralmente chegaram no final do século XX ou já no século XXI são bolivianos, haitianos (que são principalmente estudantes universitários), peruanos, senegaleses, sul-coreanos e taiwaneses.